# Cmentarzysko w Gowarzewie
Cmentarzysko w Gowarzewie – cmentarzysko szkieletowe położone w Gowarzewie, założone prawdopodobnie w XVI, lub XVII wieku. Zostało odkryte w wyniku prac remontowych drogi w 2018 roku, po czym przeprowadzono tam prace archeologiczne na zlecenie Zarządu Dróg Powiatowych z Poznania.

## Historia
Nie wiadomo dokładnie w jakim okresie powstało cmentarzysko, nie jest ono widoczne na mapach wsi pochodzących z XIX wieku. Przyjmuje się, że mogło przez dłuższy czas należeć do niewielkiej wspólnoty ewangelickiej istniejącej w pierwszej połowie XVII wieku w Gowarzewie, aż do okresu prześladowań innowierców w czasach potopu szwedzkiego. Przyjmuje się, że prowadziłoby to do wygnania społeczności protestanckiej ze wsi i zatarcia przez rządzących nią jezuitów wszystkich śladów istnienia cmentarza.

## Charakterystyka
Odnaleziono łącznie 55 ludzkich ciał złożonych w 49 grobach, przy czym płeć zidentyfikowano w przypadku 17 osobników (8 kobiet i 9 mężczyzn). Na cmentarzu znaleziono tylko jedną trumnę, oraz żadnych przedmiotów, nie licząc ubrań.